# Score de Manning
Ne doit pas être confondu avec Indice de Manning.

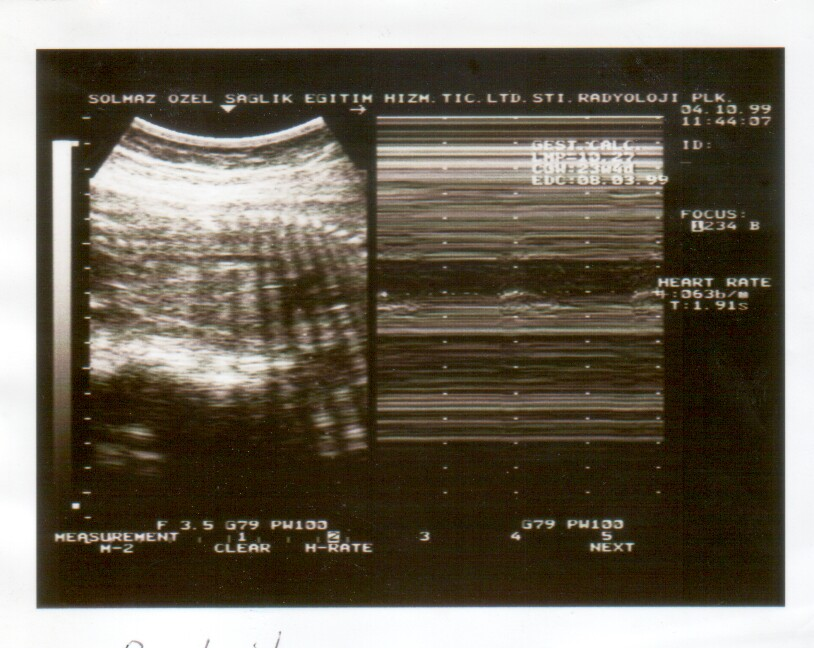
Image échographique d'une grossesse.

Le score de Manning est une méthode biophysique mis au point par le professeur John T. Manning, visant à évaluer le bien-être fœtal.
Il se réalise au cours d'une échographie, qui recherchera 5 critères (durant 30 minutes), un critère présent comptant pour 2 points (et 0 s'il est absent) :
1. mouvements respiratoires,
2. mouvements fœtaux globaux,
3. tonus et réflexe fœtal,
4. réactivité du rythme cardiaque fœtal,
5. quantité de liquide amniotique.

Le score de Manning normal est 10/10.